# Terence Cooke

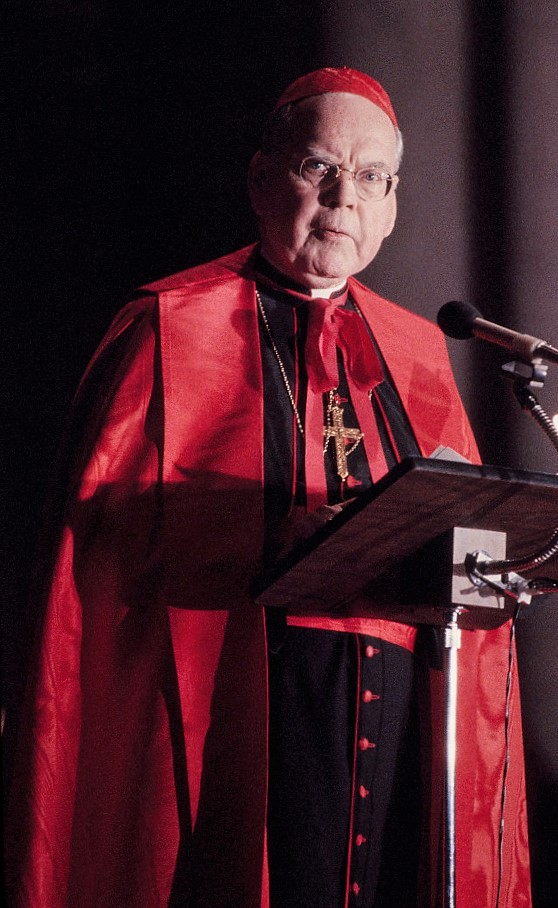
Terence Kardinal Cooke

Wappen von Kardinal Cooke

Terence James Kardinal Cooke (* 1. März 1921 in New York, USA; † 6. Oktober 1983 ebenda) war Erzbischof von New York.

## Leben
Terence James Cooke studierte am erzbischöflichen St. Joseph’s Seminary im New Yorker Stadtteil Dunwoodie Katholische Theologie und Philosophie und empfing am 1. Dezember 1945 das Sakrament der Priesterweihe. Anschließend arbeitete er zwei Jahre lang als Seelsorger im New Yorker Stadtteil Bronx, ehe er von 1947 bis 1949 zwecks weiterführender Studien an der Katholischen Universität von Amerika in Washington freigestellt wurde.
Von 1949 bis 1954 unterrichtete er an der Fordham University in New York und versah Aufgaben in der Gemeindeseelsorge. In den Jahren 1954 bis 1956 koordinierte er als Direktor die Jugendpastoral der Katholischen Wohlfahrtsverbände und Vereine im Erzbistum New York. Von 1957 bis 1965 war er Bischofsvikar für die Bronx und Manhattan und persönlicher Sekretär von Francis Kardinal Spellman. In den Jahren 1958 bis 1961 war er zusätzlich Vizekanzler der Erzdiözese und von 1958 bis 1965 Baudezernent des Erzbistums.
1965 ernannte ihn Papst Paul VI. zum Titularbischof von Summa und zum Weihbischof im Erzbistum New York. Die Bischofsweihe spendete ihm Francis Joseph Kardinal Spellman am 13. Dezember desselben Jahres. Mitkonsekratoren waren der Erzbischof von San Francisco, Joseph Thomas McGucken, und der New Yorker Koadjutorerzbischof John Joseph Maguire. 1968 wurde Cooke Erzbischof von New York und amerikanischer Militärbischof. Zudem wurde Terence James Cooke am 28. April 1969 durch Paul VI. als Kardinalpriester mit der Titelkirche Santi Giovanni e Paolo in das Kardinalskollegium aufgenommen. Er gehörte dem Kardinalsrat für die Untersuchung organisatorischer und ökonomischer Probleme des Heiligen Stuhls an.
1972 wurde er vom Kardinal-Großmeister des Ritterordens vom Heiligen Grab zu Jerusalem, Eugène Tisserant, zum ersten Großprior der Statthalterei USA Eastern des Ritterordens vom Heiligen Grab zu Jerusalem mit Sitz in New York ernannt.
Inoffiziellen Berichten zufolge soll er im Konklave vom Oktober 1978 gemeinsam mit dem Wiener Erzbischof, Franz Kardinal König, maßgeblich am Zustandekommen der Wahl des polnischen Kardinals Karol Wojtyla zum Papst beteiligt gewesen sein.
Terence James Kardinal Cooke starb am 6. Oktober 1983 in New York an den Folgen eines Krebsleidens und wurde in der Krypta der St. Patrick’s Cathedral beigesetzt. Der Seligsprechungsprozess wurde eingeleitet. 1992 wurde er zum ehrwürdigen Diener Gottes erklärt.

## Ehrungen
- 1973: Großkreuz des Verdienstordens der Italienischen Republik
- 1984: Presidential Medal of Freedom (posthum)